# Chorinaeus ecarinatus
Chorinaeus ecarinatus là một loài tò vò trong họ Ichneumonidae.